# Чиповская, Ольга Евгеньевна
Ольга Евгеньевна Чиповская (род. 12 июля 1958, СССР) — советская и российская актриса театра и кино. Заслуженная артистка России (1999).

## Биография
В 1981 году закончила Театральное училище им. Б. В. Щукина (курс Л. В. Калиновского). В том же году начала играть в Театре им. Е. Б. Вахтангова.
Как отмечает театровед Галина Холодова:

Шарм сыгранных ею героинь навевает воспоминания о таких Вахтанговских звёздах прошлого поколения, как Людмила Целиковская, Алла Парфаньяк… Со временем её «героинь» сменили острохарактерные персонажи, но даже в самых уморительных, громких, необузданных сценах, актриса играет не характерность, а характер.
Награждена медалью «За заслуги перед Отечеством» II степени (2021).

## Семья
Первый муж — Борис Фрумкин (род. 1944), российский джазовый музыкант, дирижёр, композитор, заслуженный артист РСФСР.
Дочь — актриса Анна Чиповская (род. 1987). В фильме «Ёлки 3» мать и дочь сыграли соответственно бабушку и маму героини Насти.

## Фильмография
- 1979 — Смотрины — Галина Дорош
- 1980 — Художник из Шервудского леса (фильм-спектакль) — Мария
- 1981 — Затишье — Марья Павловна
- 1985 — Тевье-молочник— Цейтл
- 2001 — За двумя зайцами (фильм-спектакль) — эпизод
- 2003 — Русские амазонки 2 (телесериал)— Катерина
- 2013 — Ёлки 3 — бабушка Насти